# アシタヘカエル/Us
「アシタヘカエル / Us」（ - / アス）は、2003年8月6日に発売されたCHEMISTRY8枚目のシングル。発売元はデフスターレコーズ。

## 解説
本作から松尾潔を離れ、セルフプロデュースとなる。
ライブ映像2曲とC/W「Bright Lights」メイキング映像収録DVDを同梱した初回生産限定盤（CD+DVD）と通常盤（CD）2形態でリリース。

## 収録曲

### 初回生産限定盤

#### CD
1. アシタヘカエル
作詞：麻生哲朗　作曲：ハマモトヒロユキ　編曲：河野伸
日本コカ・コーラ『爽健美茶』CMソング
2. Us
作詞：関陽子　作曲：松浦晃久　編曲：河野伸
ダイハツ『ムーヴカスタム』CMソング
原曲は終わりの部分がフェードアウトされているが(Instrumental)の終わりでは最後まで流れている。
3. Bright Lights
作詞：川畑要・堂珍嘉邦　作曲：荒木真樹彦　編曲：白井良明
CHEMISTRYによる初の作詞曲。
[いつ?]アルバム未収録・ライブで披露したことがない[要出典]。

#### DVD
1. PREMIUM LIVEダイジェスト 〜2003.04.19日本武道館〜
2. Running Away 〜2003 Tour "Second to None"〜
3. Making Films of "Bright Lights"

### 通常盤

#### CD
1. アシタヘカエル
2. Us
3. Bright Lights
4. アシタヘカエル (feat. HAB I SCREAM／キボウノヒカリ Version)
5. Us (PE'Z BLOODY MIX)
6. アシタヘカエル (Instrumental)
7. Us (Instrumental)
原曲は終わり部分がフェードアウトされているが、
(Instrumental) の終わり部分は最後まで流れている。

## 演奏

### アシタヘカエル
- Acoustic Guitar:石成正人
- Abstract Guitars:保刈久明
- Strings:金原千恵子ストリングス
- Human Voices:新居昭乃
- Celler Percussion:Juve
- Fender Rhodes & Wurlitzer:河野伸

### Us
- Drums:青山純
- Bass:伊藤広規
- Electric Guitar:石成正人
- Acoustic Piano:中西康晴
- Flugelhorn:佐々木史郎
- Flute:山本拓夫
- Percussions:三沢またろう
- Backing Vocals:Yukie.
- Fender Rhodes & Hammond B-3:河野伸

### Bright Lights
- Guitars:白井良明
- Drums:ケニー・モズレー
- Bass:tatsu
- Fender Rhodes & Acoustic Piano:草間信一
- Synthesizer & Backing Vocals:沼井雅之
- Percussions & Backing Vocals:後藤まさる
- Backing Vocals:真城めぐみ、松谷麗王